# Ла-Плата (річка)
Ла-Пла́та або Ріо-де-ла-Плата (ісп. Río de la Plata ісп. вимова: [ˈri.o ðe la ˈplata] ( прослухати) — «Срібна річка») — естуарій, що утворився при злитті річок Уругвай і Парана. Ла-Плата — воронкоподібне поглиблення на південно-східному узбережжі Південної Америки, що розтягнулося на 320 км від злиття річок до Атлантичного океану.
У місці злиття річок ширина Ла-Плати становить 48 км, річка тече на південний схід, розширюючись до 220 км у точці впадіння в Атлантичний океан, таким чином, вона може розглядатися як найширша річка у світі. Вона утворює частину державного кордону між Аргентиною і Уругваєм, тут же розташовані основні порти і найбільші міста обох країн — Монтевідео і Буенос-Айрес.
Площа водозбору (Лаплатська низовина) приток Ла-Плати (річки Уругвай, Парана і основна притока Парани — річка Парагвай) займає близько 1/5 від всієї території Південної Америки, включаючи райони на південному сході Болівії, південну і центральну Бразилію, Парагвай, більшу частину Уругваю і північ Аргентини. По оцінках, щороку в естуарій наноситься 57 мільйонів м³ річкового мулу. Морський шлях з Атлантики в Буенос-Айрес постійно прочищається за допомогою днопоглиблювальних робіт.

## Межі
Міжнародна гідрографічна організація встановила межі Ла-Плати:
- Лінія з'єднує Пунта дель Есте, Уругвай (34°58.5′ пд. ш. 54°57.5′ сх. д. / 34.9750° пд. ш. 54.9583° сх. д.) з мисом Сан-Антоніо, Аргентина (36°18′ пд. ш. 56°46′ сх. д. / 36.300° пд. ш. 56.767° сх. д.)